# 他不冏，他是我兄弟
，2014年10月23日上映的韓國喜劇劇情片，由電影《兒子》《高跟神探》首席故事鬼才張鎮，打造全新笑點親情公路喜劇，《非常警探》2014青龍獎得主趙震雄及《惡鄰拼圖》2012大鐘獎得主金成均主演。

## 劇情介紹
兄弟檔朴上延(趙震雄 飾)和朴下延(金成鈞 飾)年幼時在一家育幼院被迫分開。他們的父親過世後，心急如焚的母親勝子 (金姈愛 飾)發現自己不可能獨自扶養他們，於是決定將兩個孩子送養。30 年後，上延定居於美國，成為一位虔誠、樸素的基督教牧師，而下延依舊住在韓國，成為一位激進、崇拜萬物神靈的薩滿巫師。當電視節目製作團隊聽到他們的遭遇後，邀請上延回到韓國與失散多年的兄弟和生母團聚。
哥哥回到韓國後，迎來一場感人的相聚，不過此時患有阿茲海默症的勝子卻在攝影棚外徘徊，接著就失蹤了。兄弟倆被迫一起在全國搜尋他們的母親，究竟脾氣暴躁的薩滿和個性拘謹的牧師能否在尋找母親的過程中放下宗教分歧？

## 演員陣容
- 趙震雄 飾演 朴上延(牧師)
- 金成均 飾演 朴下延(巫師)
- 金姈愛 飾演 勝子
- 尹真伊 飾演 楊如一 作家
- 張赫鎮 飾演 勝子老公(照片)
- 李哲民 飾演 PD
- 車恩才 飾演 金作家
- 趙源熙 飾演 男主持人
- 趙善穆 飾演 局長
- 張容福 飾演 喪禮巴士 金萬財(照片)
- 申妍淑 飾演 喪禮巴士 金萬財夫人
- 李海英 飾演 喪禮巴士 金萬財長男
- 鄭民鎮  飾演 喪禮巴士 金萬財次男
- 金民教 飾演 拖吊車司機
- 李孝濟 飾演 童年 朴上延
- 曹容鎮 飾演 童年 朴下延
- 趙福來 飾演 扒手哥哥
- 崔泰源 飾演 扒手弟弟
- 朴俊書 飾演 大田派出所值班警察
- 金秉玉 飾演 流浪漢金先生
- 洪允熙 飾演 麗水保育院長
- 任基鴻 飾演 麥克阿瑟，下延的朋友
- 裴濟基 飾演 麗水終點站職員.
- 李漢偉 飾演 警衛
- 金元海 飾演 麗水警察署班長
- 申彩妍 飾演 公園的女孩
- 姜奉成 飾演 如一的男友
- 李尚華 飾演 Trot歌手
- 金大凌 飾演 殘疾人的哥哥

## 外部連結
- Daum上《他不冏，他是我兄弟》的資料

- 韩国电影数据库（KMDb）上《他不冏，他是我兄弟》的資料
- 互联网电影数据库（IMDb）上《他不冏，他是我兄弟》的资料（英文）
- 豆瓣电影上《他不冏，他是我兄弟》的資料 （简体中文）
- 《他不冏，他是我兄弟》在HanCinema的页面（英文）